# Bateria (lampa elektronowa)

Schemat bateryjnego zasilania triody

Baterie stosowane w początkach elektroniki do zasilania lamp elektronowych. Ze względu na duże różnice napięć wymagane do zasilania anody, żarzenia i siatki stosowano oddzielne baterie ogniw lub akumulatorów do każdego z obwodów.
- Bateria żarzenia – stosowana w obwodach żarzenia lamp elektronowych
- Bateria anodowa – stosowana w obwodach anodowych lamp elektronowych
- Bateria siatkowa – stosowana w obwodach siatkowych  lamp elektronowych